# Abraham Kaplan (Philosoph)
Abraham Kaplan (* 11. Juni 1918 in Odessa; † 19. Juni 1993 in Los Angeles) war ein US-amerikanischer Philosoph und Hochschullehrer.

## Leben und Wirken
Abraham Kaplan emigrierte mit seiner Familie 1923 in die USA. Zunächst studierte er Chemie an der University of St. Thomas (Minnesota), wechselte dann aber zum Fach Philosophie und erwarb bereits 1942 den Doktorgrad (Ph.D.) an der University of California, Los Angeles. Von 1940 bis 1945 arbeitete er als wissenschaftlicher Assistent an der New York University. Anschließend ging er zurück an die University of California, Los Angeles, wo er zunächst als Assistent, dann als außerordentlicher Professor lehrte. Im Jahre 1952 erhielt er einen Lehrstuhl für Philosophie. Eine Lehrtätigkeit übte er außerdem von 1962 bis 1972 an der University of Michigan aus. Ab 1978 lehrte er einige Zeit in Israel an der Universität Haifa. Von 1977 bis 1984 gehörte er außerdem als Hochschullehrer der Frederick S. Pardee RAND Graduate School in Santa Monica (California) an.
In seinen Veröffentlichungen orientierte er sich frühzeitig an der Verhaltenswissenschaft und der Richtung des philosophischen Pragmatismus. Sein zusammen mit Harold Dwight Lasswell verfasstes Buch „Power and society“ erschien in zahlreichen Neuauflagen.
Gastprofessuren hatte Kaplan an mehreren Universitäten inne. Von 1947 bis 1958 amtierte er als Präsident der American Philosophical Association.

## Veröffentlichungen (Auswahl)
- (mit Harold Dwight Lasswell): Power and society. A framework for political inquiry. Yale University Press, New Haven, Conn. 1950 (10. Aufl. 1982, ISBN 0-300-00675-6).
- American ethics and public policy. Oxford University Press, New York 1963 (Nachdruck: Greenwood Press, Westport, Conn. 1980).
- The New world of philosophy. Random House, New York 1963.
- The conduct of inquiry. Methodology for behavioral science. Chandler, San Francisco 1964 (Neuausgabe: Transaction Books, New Brunswick, NJ 1998, ISBN 0-7658-0448-4).
- (Hrsg.): Individuality and the new society. University of Washington Press, Seattle 1970.
- In pursuit of wisdom. The scope of philosophy. Glencoe Press, Beverly Hills, Calif. 1977 (Nachdruck: University Press of America, Lanham, Md. 1988, ISBN 0-8191-6749-5).
- (mit Gabriel Weimann): Freedom and terror. Reason and unreason in politics. Routledge, London 2011, ISBN 978-0-415-60598-4 (posthum).